# Folke Berlinde
Folke Carl Evald Berlinde, född 23 juli 1887 i Stockholm, död 20 december 1974 i Högalids församling i Stockholm, var en svensk skulptör.
Han var son till köpmannen Evald Johansson och skolföreståndaren Anna Holm och från 1915 gift med Agda Särenholm. Han avlade en filosofie licentiatexamen 1920 och studerade därefter måleri för Gustaf Theodor Wallén och skulptur för Antoine Bourdelle i Paris 1926. Han medverkade i Sveriges allmänna konstförenings utställningar. Hans konst består av skulpterade porträttbyster och porträtt och landskapsmålningar med motiv från stockholmstrakten. Han utgav skriften Den estetiska uppfattningen hos skolungdom 1920. Folke Berlinde är begravd på S:t Eskils kyrkogård vid Eskilstuna.